# 2021年度Gold List得獎名單
2021年度Gold List獎（英語：2021 Gold List）是非營利組織Gold House與亞太娛樂聯盟（英語：Coalition of Asian Pacifics，縮寫為「CAPE」）聯合舉辦的電影類獎項「Gold List」（另称「Gold House年度金榜」、「年度金榜」、「電影金榜」、「黃金名單」、「Gold List金榜獎」、「Gold House獎」），同時是該獎項的首屆授獎活動，入圍與正式獲獎獎項名單於2021年1月25日公佈。

## 概述
2021年，Gold House旗下團隊「Gold Open」與亞太娛樂聯盟共同成立Gold List獎項，以表彰資格為亞裔人士與亞裔製作的影視作品，慶祝亞洲與太平洋島民在電影領域最傑出的成就。
入圍資格為亞裔出身的演員、導演、編劇和詞曲作者，還有至少一位真正的亞洲主演在銀幕上領銜演出的電影（不限長片或短片）。入圍且正式贏得大獎者，在Gold List官方網站公佈得獎名單，以金色的「獲勝者（Winner）」標籤作為識別，入圍但未獲得正式大獎者，也會獲得「榮譽提名獎（Honorable Mention）」表彰其成就。
本次獲獎者當中，鄭李爍執導的《夢想之地》奪得最佳影片獎、最佳導演獎、最佳男演員獎、最佳女演員獎、最佳男配角獎、最佳女配角獎、最佳原創劇本獎，共計7項獎項，為該屆入圍最多獎項和贏得最多正式獎項者。拉敏·巴赫拉尼導演的《白虎 (2021年电影)》入圍6項獎項，為該屆僅次於《夢想之地》入圍獎項數目者，贏得最佳改編劇本獎與5項榮譽提名獎，黛安·帕拉加斯導演的《逐夢美聲黃玫瑰》入圍5項獎項，最終均以榮譽提名獎作收。伍思薇的《青春未知數》入圍4項獎項，分別取得最佳女演員獎和最佳原創劇本獎，2項榮譽提名獎。趙婷的《游牧人生》則贏得最佳導演獎與最佳改編劇本獎。
本屆的動畫長片獎由印度女性導演蓋丹賈里·拉奧執導的《孟買玫瑰》取得優勝。以已故演員李小龍為主題的紀錄長片《Be Water》和探討菲律賓媒體與羅德里戈·杜特蒂之間衝突的紀錄長片《A Thousand Cuts》，並列該屆最佳紀錄長片獎。

## 獎項類別
該屆的獎項共分為10類，依序為最佳影片獎（Best Picture）、最佳原創劇本獎（Best Original Screenplay）、最佳改編劇本獎（Best Adapted Screenplay）、最佳動畫長片獎（Best Animated Feature）、最佳紀錄長片獎（Best Documentary Feature）、最佳導演獎（Best Director）、最佳男演員獎（Best Actor）、最佳女演員獎（Best Actress）、最佳男配角獎（Best Supporting Actor）、最佳女配角獎（Best Supporting Actress）。
在該屆的所有獎項中，最佳改編劇本獎是唯一沒有提供「榮譽提名獎」名額的獎項，這屆的所有獎項分類都延用至第2屆，最佳改編劇本獎也在第2屆授獎活動開始開放「榮譽提名獎」名額。

## 獲獎名單
- 註：標示粗體者為該屆獲獎者，導演與演員後方為執導或出演電影作品。

| 獎項                                       | 獲獎者                                                 | 榮譽提名獎 |
| ------------------------------------------ | ------------------------------------------------------ | --- |
| 最佳影片獎（Best Picture）                 | 《夢想之地》                                           | 《金屬之聲》、《青春未知數》、《白虎 (2021年电影)》、《逐夢美聲黃玫瑰》                                            |
| 最佳導演獎（Best Director）                | 鄭李爍《夢想之地》、趙婷《游牧人生》                   | 楊維榕《虎尾 (电影)》）、伍思薇《青春未知數》、黛安·帕拉加斯《逐夢美聲黃玫瑰》、拉敏·巴赫拉尼《白虎 (2021年电影)》 |
| 最佳男演員獎（Best Actor）                 | 里茲·阿邁德、史蒂芬·連《夢想之地》                     | 阿達什·古拉夫《白虎 (2021年电影)》、戴夫·帕托《狄更斯之塊肉餘生記》、岑勇康《我的一生》（英語：All My Life）                  |
| 最佳女演員獎（Best Actress）               | 韓藝璃《夢想之地》、莉亞·李維斯《青春未知數》          | 艾娃・諾布札達《逐夢美聲黃玫瑰》、周采芹《幸運的奶奶》                                                             |
| 最佳男配角獎（Best Supporting Actor）      | 艾倫·金《夢想之地》、奧里昂·李（英語：Orion Lee）《第一頭牛》   | 盧卡斯·潔（英語：Lucas Jaye）《心靈車道》、拉吉庫馬·拉奧《白虎 (2021年电影)》、马泰 (华裔演员)《花木蘭 (2020年電影)》        |
| 最佳女配角獎（Best Supporting Actress）    | 菲莉帕·蘇《漢密爾頓 (2020年電影)》、尹汝貞《夢想之地》 | 鞏俐《花木蘭 (2020年電影)》、莉亞·莎隆嘉《逐夢美聲黃玫瑰》、琵豔卡·喬普拉《白虎 (2021年电影)》                     |
| 最佳原創劇本獎（Best Original Screenplay） | 《夢想之地》、《青春未知數》                           | 《陽光普照》、《自由的語言》、《虎尾 (电影)》、《逐夢美聲黃玫瑰》                                                  |
| 最佳改編劇本獎（Best Adapted Screenplay）  | 《白虎 (2021年电影)》、《游牧人生》                    | 不適用 |
| 最佳動畫長片獎（Best Animated Feature）    | 《孟買玫瑰》                                           | 《鬼滅之刃劇場版 無限列車篇》、《想哭的我戴上了貓的面具》、《音樂（2019年電影）》、《飛奔去月球》                  |
| 最佳紀錄長片獎（Best Documentary Feature） | 《Be Water》、《A Thousand Cuts》                      | 《76天》、《甜甜圈之王》、《監視資本主義：智能陷阱》                                                               |

## 外部連接
- Gold House Gold List官方網站 （页面存档备份，存于）

## 備註
1. ↑  為本屆唯一沒有以出演電影名義獲獎的演員[1]
2. ↑  另外趙婷後續在同為Gold House舉辦、表彰傑出亞裔人士的「A100 List」，分別於2021年與2022年名列其中[4][5]。